# Syringa
Syringa L. sau Liliac este un gen originar din Asia și Europa, din familia Oleaceae, cu circa 28 de specii, arbuști.

## Caracteristici
- Frunzele sunt caduce, rar persistente, opuse, simple, întregi, rar penate sau lobate, cordate sau ovate[1].

- Florile sunt odorante, de la violet până la purpuriu și alb (caliciul mic, persistent, campanulat, cu patru dinți, corolă infundibuliformă cu patru lacinii îndepărtate, două stamine intercalate la vârful tubului floral, ovar cu două loji, fiecare cu câte două ovule), în panicule terminale sau laterale, odorante, pe ramuri din anul precedent, rar din același an[1].

- Fructul este o capsulă oblongă pieloasă, cu semințe aripate[1].

## Înmulțire
Se înmulțește prin semințe, lăstari sau drajoni.

## Utilizare
Ca plante ornamentale, se folosesc în parcuri și grădini. Ca flori tăiate din câmp și din cultură forțată, se pot folosi în aranjamente florale.

## Specii
Cuprinde peste 20 specii: 
- Syringa afghanica
- Syringa amurensis
- Syringa emodi
- Syringa josikaea
- Syringa komarowii (syn. S. reflexa)
- Syringa laciniata
- Syringa mairei
- Syringa meyeri
- Syringa oblata
- Syringa persica
- Syringa pinetorum
- Syringa pinnatifolia
- Syringa protolaciniata
- Syringa pubescens (syn. S. julianae, S. patula)
- Syringa pubescens microphylla
- Syringa reticulata (syn. S. pekinensis)
- Syringa spontanea
- Syringa sweginzowii
- Syringa tibetica
- Syringa tomentella
- Syringa villosa
- Syringa vulgaris
- Syringa wardii
- Syringa wolfii
- Syringa yunnanensis